# 清辨

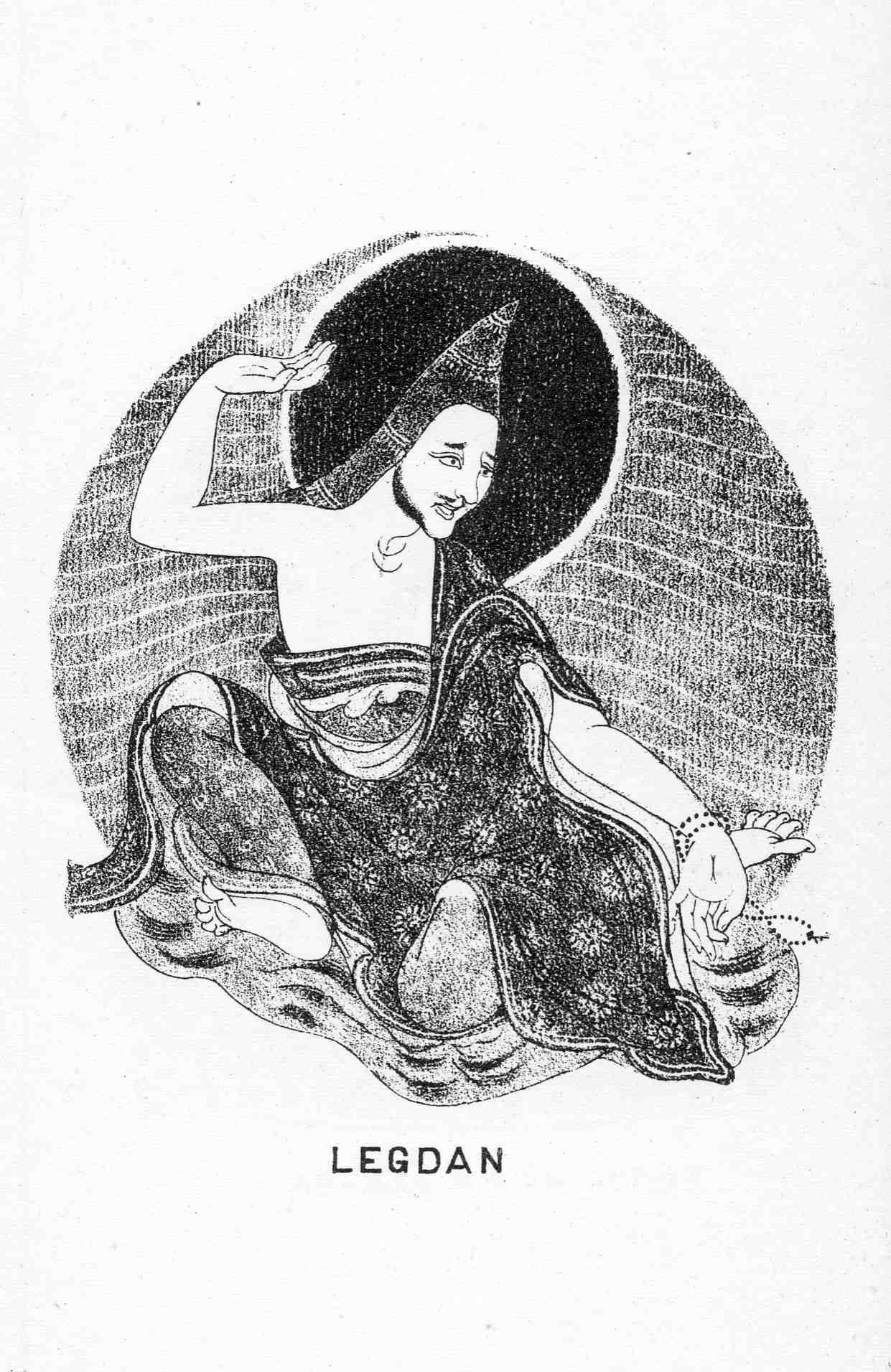
清辨

清辨，又譯為清辯，音譯為婆维耶毗吠伽、婆毘吠伽，意譯為明辨、分別明，六世紀時，南印度佛教中觀派論師，復興了龍樹中觀學，開創中觀自續派。

## 生平
清辨為六世紀時，南印度秣羅矩吒國濱海秣剌耶山人，出身剎帝利，曾至中印度學習大乘佛教與龍樹的學說，後回南印度宣教。藏傳佛教傳說，他與佛護、解脫軍同為僧護門下。
他復興了中觀派，因為認為彌勒所作《辨中邊論》意旨並不正確，曾經想與護法論義，但遭到拒絕。相傳他為了解決這個疑難，在阿素洛宮入定，希望等待彌勒降世成佛，以解決他的疑惑。

## 學說
清辯與同時代的護法進行了空有之諍論，他在《大乘掌珍論》立「真性有為空，如幻緣生故；無為無有實，不起似空華。」之比量，從而確立了「無相大乘」之宗義。
清辨擅長因明之學，他認為，在論辯時應先建立自宗看法，再用自宗看法以辯破他宗，故稱為「中觀自續派」（svātantrika，自立量派）。而在教義上，他對世俗諦上的見解與經量部相近，因而又被稱「順經部行中觀派」。

## 弟子
他有弟子千人，著名的有寂護論師。

## 著作
清辨的著作很多都已經散失，但仍有藏譯與漢譯存在。著有《根本中論般若燈釋》（即《般若燈論》，又稱《中觀寶燈論》）十五卷，唐朝波羅頗蜜多羅漢譯。《大乘掌珍論》二卷，唐朝玄奘漢譯。
中觀心論註思擇焰（Madhyamaka-hrdaya-vrtti Tarkajvālā）為清辨《中觀心論頌》的註釋，是弘傳其思想之代表著作之一，梵文原本殘缺不全，僅存完整之藏文譯本行世。